# Portugals MotoGP 2006
Portugals MotoGP 2006 var ett race som kördes på Autódromo do Estoril.

## MotoGP
Det var ett av MotoGP:s mest berömda race, och en helt galen jämn målgång. På det femte varvet körde Dani Pedrosa i säptåg på sin stallkamrat Nicky Hayden. Han bromsade på tog för sent i Parabolíca Interior och körde på VM-ledaren, och båda Respol Hondas cyklar var ute. Inför det sista varvet ledde Kenny Roberts Jr med Valentino Rossi och Toni Elías i släptåg. Elías bromsade sig sedan förbi bägge två i Kurva 1, medan Rossi också kom förbi Roberts. I uppförschikanen innan den sista sektionen tog Rossi över ledningen ifrån Elías, och hade den igenom sista sektionen. Elías fick dock en perfekt utgång på start och målrakan, och slipstreamade sig upp jämsides, och förbi, innan Rossis Yamaha tog in lite grann, och de korsade linjen inom 0.002 sekunder till Elías fördel, vilket gav spanjoren sin första MotoGP-seger. Roberts var trea, bara 0.176 sekunder bakom, medan fyran Colin Edwrads var 0.864 sekunder bakom Elías. Rossi tog över VM-ledningen, tack vare Pedrosas vansinnesmanöver på Hayden.

### Resultat
| Placering | Förare            | Märke    |
| --------- | ----------------- | -------- |
| 1         | Toni Elías        | Honda    |
| 2         | Valentino Rossi   | Yamaha   |
| 3         | Kenny Roberts Jr  | KR       |
| 4         | Colin Edwards     | Yamaha   |
| 5         | Makoto Tamada     | Honda    |
| 6         | John Hopkins      | Suzuki   |
| 7         | Carlos Checa      | Yamaha   |
| 8         | Marco Melandri    | Honda    |
| 9         | Chris Vermeulen   | Suzuki   |
| 10        | Randy de Puniet   | Kawasaki |
| 11        | Alex Hofmann      | Ducati   |
| 12        | Loris Capirossi   | Ducati   |
| 13        | James Ellison     | Yamaha   |
| 14        | José Luis Cardoso | Ducati   |
| 15        | Garry McCoy       | Ilmor    |